# جمعية مركز برج اللقلق المجتمعية

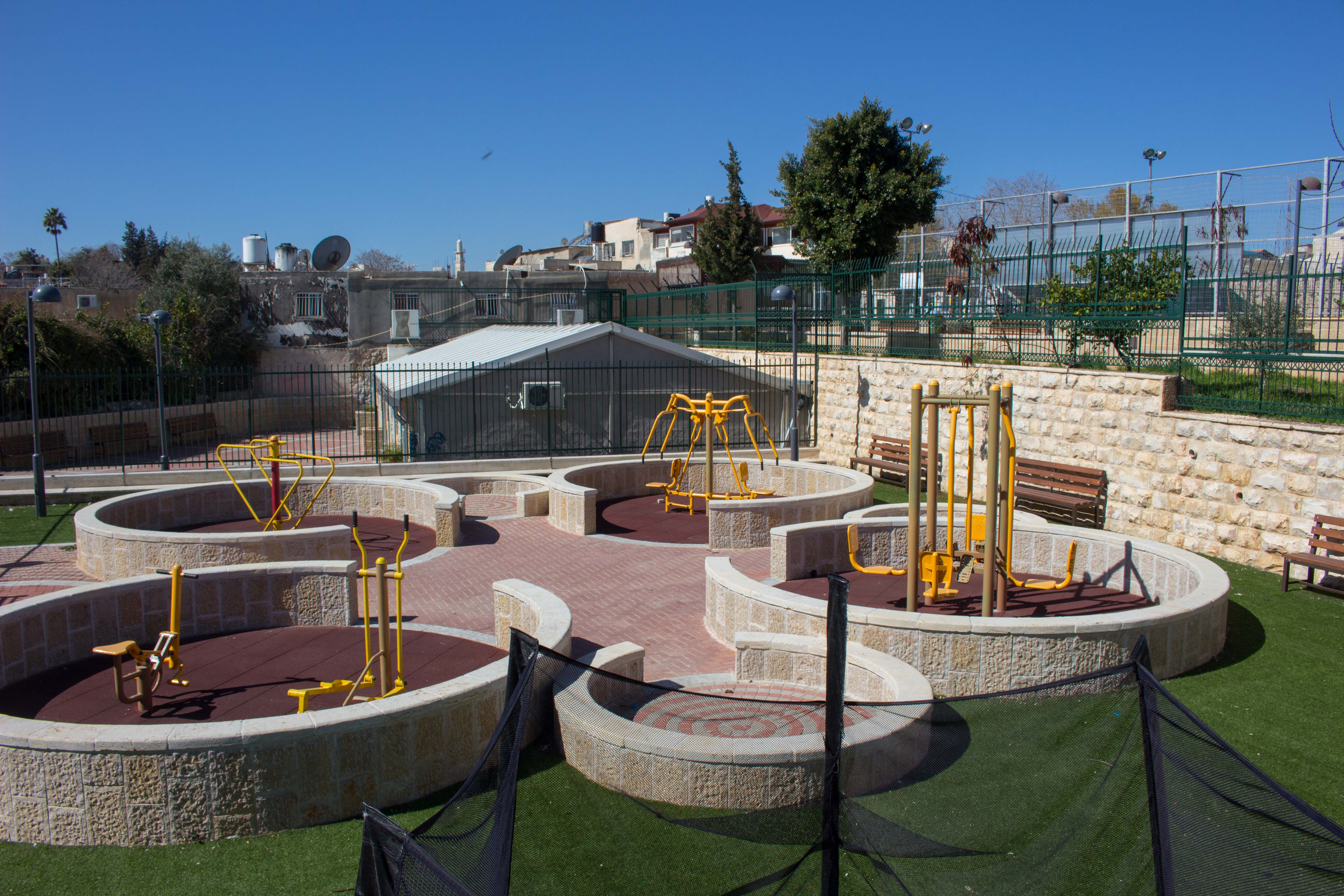
ملعب للأطفال في مركز برج اللقلق، في بلدة القدس القديمة

جمعية مركز برج اللقلق المجتمعية هي جمعية تنموية مجتمعية فلسطينية غير ربحية تأسست في 1991 لمواجهة الهجمات الاستيطانية اليهودية الرسمية التي تقودها الأجهزة والوزارات الإسرائيلية.
في عام 2007، قدمت إسرائيل أوامر هدم في ستة من مباني المركز.

## التأسيس والأهداف
تأسست جمعية مركز برج اللقلق المجتمعية في 10 ديسمبر 1991 كمؤسسة مجتمعية غير ربحية، تقدم الخدمات لسكان بلدة القدس القديمة وهي مسجلة في بلدية القدس. يُقدم المركز خدماتٍ مختلفة من حضانة ونادي رياضي وبرامج دعم نفسي وتربوي وبرامج للمرأة وذوي الإعاقة بالإضافة إلى خدمات الإسعاف الأولي.
يقع مقر المركز في باب حُطة على قمة تل داخل الحي الإسلامي في القدس القديمة، حيث تطل على مسجد قبة الصخرة المشرفة. يقوم المركز على مساحة واسعة قدرها ثماني دونمات، مما يجعله أكبر مرفق للعب والرياضة للشباب داخل أسوار البلدة القديمة.

## وصلات خارجية
- موقع الجمعية الرسمي